# هيلين لوغان
هيلين لوغان (بالإنجليزية: Helen Logan)‏ هي كاتبة سيناريو أمريكية، ولدت في 13 ديسمبر 1906 في لوس أنجلوس في الولايات المتحدة، وتوفي بنفس المكان في 15 يناير 1989.

## وصلات خارجية
- هيلين لوغان على موقع IMDb (الإنجليزية)
- هيلين لوغان على موقع قاعدة بيانات الفيلم (الإنجليزية)